# Alchemilla ischnocarpa
Alchemilla ischnocarpa es una especie de planta del género Alchemilla, perteneciente a la familia Rosaceae.

## Taxonomía
Alchemilla ischnocarpa fue descrita por S. E. Fröhner en 1995.

## Distribución
Se encuentra en el territorio de España.